# The Melancholy Connection
The Melancholy Connection is het tweede verzamelalbum van de Zweedse punkband Millencolin. Er zit ook een bonus dvd bij. Het album bevat, net zoals het vorige compilatiealbum The Melancholy Collection, zeldzame en niet eerder uitgegeven nummers van de band. Twee van de tracks die op het album staan, namelijk "Carry You" en "Out From Nowhere", zijn opnieuw opgenomen versies van nummers die de band al heeft uitgegeven. De dvd bevat een documentaire over het opnemen en maken van Pennybridge Pioneers.

## Nummers
1. "Carry You" - 3:28
2. "Out From Nowhere" - 3:30
3. "Absolute Zero" - 2:43
4. "Mind The Mice" - 3:32
5. "The Downhill Walk" - 2:26
6. "E20-Norr" - 3:24
7. "Bull By The Horns" - 2:57
8. "Junkie for Success" - 3:06
9. "Dinner Dog" - 1:47
10. "Ratboys Masterplan" - 2:16
11. "Phony Tony" - 2:58
12. "Queens Gambit" - 2:40
13. "Bowmore" - 3:52
14. "Into The Maze" - 3:28

Nikola Šarčević · Mathias Färm · Fredrik Larzon · Erik Ohlsson
Albums en ep's: Use Your Nose · Skauch · Same Old Tunes · Life on a Plate · For Monkeys · Hi-8 Adventures Soundtrack · The Melancholy Collection · Pennybridge Pioneers · No Cigar · Millencolin/Midtown Split · Home from Home · Kingwood · Machine 15 · The Melancholy Connection · True Brew · SOS
Video's en dvd's: Millencolin and the Hi-8 Adventures